# 大坑西邨
大坑西邨（英語：Tai Hang Sai Estate）為香港一位於九龍深水埗區石硤尾的租住屋邨，邨內共有八座樓宇，由周啟謙建築師樓設計，除了民泰樓之外（因興建地鐵石硤尾站而延至1981年入伙），其餘七座均於1965年落成。大坑西邨與一般香港公共屋邨有別，屬於「私人屋邨」，並非由香港房屋委員會或者香港房屋協會興建及管理，而是由私營的香港平民屋宇有限公司興建及管理。

## 歷史
1952年，九龍仔木屋區發生大火，燒燬大坑西邨現址一個名為「光民村」的寮屋區。香港政府其後在現時南山邨的南側位置興建光民村平房區。1961年，光民村第三至五區清拆，政府以特惠地價批出土地予香港平民屋宇有限公司興建大坑西邨，用以安置當年受到大坑西徙置區清拆計劃影響的租戶，地契寫明須最少提供1600個單位，廉價出租給低收入人士。其口號為「興強順利，康樂安泰」，故此屋邨各座樓宇以此命名。
1965年，7座樓宇落成，單位面積由261至523平方呎，分別為民興樓、民強樓、民順樓、民利樓、民康樓、民樂樓及民安樓，而由於香港平民屋宇有限公司6名董事均有太平紳士名銜，故此大坑西邨便俗稱為「紳士樓」。
1977年，民泰樓興建工程開展後不久巧遇香港地鐵動工。為了興建地鐵，地鐵公司收回該座位置的地下使用權以興建石硤尾站，直至地鐵竣工後，香港平民屋宇有限公司才能夠繼續興建民泰樓，因而民泰樓的工程押後至1980年落成，並於1981年入伙。根據民泰樓切面圖顯示，民泰樓下方為石硤尾站，而石硤尾站亦為民泰樓提供支承。

## 重建
2014年6月，香港平民屋宇有限公司董事之一、恒基地產主席李兆基表示考慮捐出地皮，將其重建為提供5,000伙的青年居屋單位。2015年2月9日，逾30名大坑西新邨居民與立法會議員梁美芬等人與香港平民屋宇有限公司董事李兆基的代表、恒基兆業地產有限公司執行董事孫國林會面逾句鐘。梁美芬於會面後聲稱孫國林表示，大坑西新邨重建後的5,000伙不會全部闢作青年居所，呼籲居民毋須過分擔心安置問題。另有居民爆料指，平民屋宇有限公司正展開游說遷出工作，約見長者提出四項建議，包括市價7折購買李兆基與碧桂園主席合組基金於內地興建的長者屋單位，又或以5萬元作搬遷補償等。
2017年2月，大坑西新邨重建計劃有新發展。平民屋宇有限公司決定將第一期重建計劃新建的其中一幢樓宇，由原本出售轉為出租，以安置受影響居民，希望可減低重建計劃阻力。該公司表示，自城市規劃委員會2016年6月批准落實大坑西新邨重建規劃建議後，經過多月研究和留意到居民訴求，將第一階段重建計劃中兩幢樓宇的其中一幢，由資助出售房屋改為出租，提供560個單位供受影響居民租住；另一幢樓宇則按原有計劃出售，共有729伙，居民可優先購買。連同民泰樓263個出租單位，未來將提供823個出租單位，而民泰樓會先翻新，希望新安排滿足到居民原邨安置要求，居民亦可選擇交回單位，換取現金補償。至於第二階段重建計劃，該公司與居民達成共識及因應社會需要後，才會落實細節。
直到2019年2月，重建計劃仍沒有進展，居民批評平民屋宇有限公司一直未有與他們商討重建及安置的計劃，而且安置單位內破舊不堪，要求政府介入。
在2020年11月的施政報告中，政府公佈平民屋宇有限公司與市區重建局合作，推展重建大坑西邨計劃。
2021年3月8日，市區重建局公佈與香港平民屋宇有限公司簽署合作備忘錄，預計年中將與居民交代重建方案。初步計劃重建後的屋邨提供逾3,300伙單位，較現時增加逾一倍。重置現有住戶約1,300個單位，其餘2,000個單位作「首置」用途。
2023年6月，平民屋宇公司表示經過住戶資格審核後，有1012戶提交的住戶資料聲明書中，只有約67%租戶（676戶）完全符合或部分符合回遷資格。不合資格人士將獲發放一筆過每人10萬元「特惠搬遷津貼」。而最後搬遷期限為2024年3月。居民成立的關注組織批評平民屋宇公司未有妥善安置居民，擔心未來數年後未能通過資格審查不可回遷，同時沒有回應以居住單位換公屋單位的訴求訴求，促請政府介入。房屋局回應指，目前公屋的申請人數並不斷增加，使用公屋資源安置大坑西邨居民會對輪候公屋的人士造成不公平，而平民屋宇及市建局的重建計劃已經有足夠單位讓合資格租戶選擇完成重建後回遷，又指平民屋宇已經向合資格租戶提供回遷方案。
直到2024年3月15日（即原訂遷出限期），平民屋宇公司宣佈已有98%住戶接受重建安排，並已入稟準備收回剩餘單位；另外，根據大坑西邨關注組成員歐陽潔珍的說法，最後一批租戶獲准延遲至同年4月15日才遷出。其中13戶仍然拒絕遷出，其中兩戶同意和解後，仍有11戶留守，香港平民屋宇因此向區域法院恢復訴訟，並於2024年12月16日上午進行公開案件管理會議聆訊。
因應大坑西邨居民與平民屋宇公司的訴訟持續，大坑西邨直至2024年末仍未全面清空。及後，拆卸工程於2025年展開，當中民樂樓率先清拆。
2025年3月，其中項目地盤一，獲屋宇署批出建築圖則，該部分獲批建1座29層高及1座35層高（全在4層基座及兩層地庫之上）的商住物業，涉及總樓面約50.5萬方呎，當中住宅部分涉約39.1萬方呎，非住宅部分涉約11.4萬方呎樓面

### 重建工程圖集

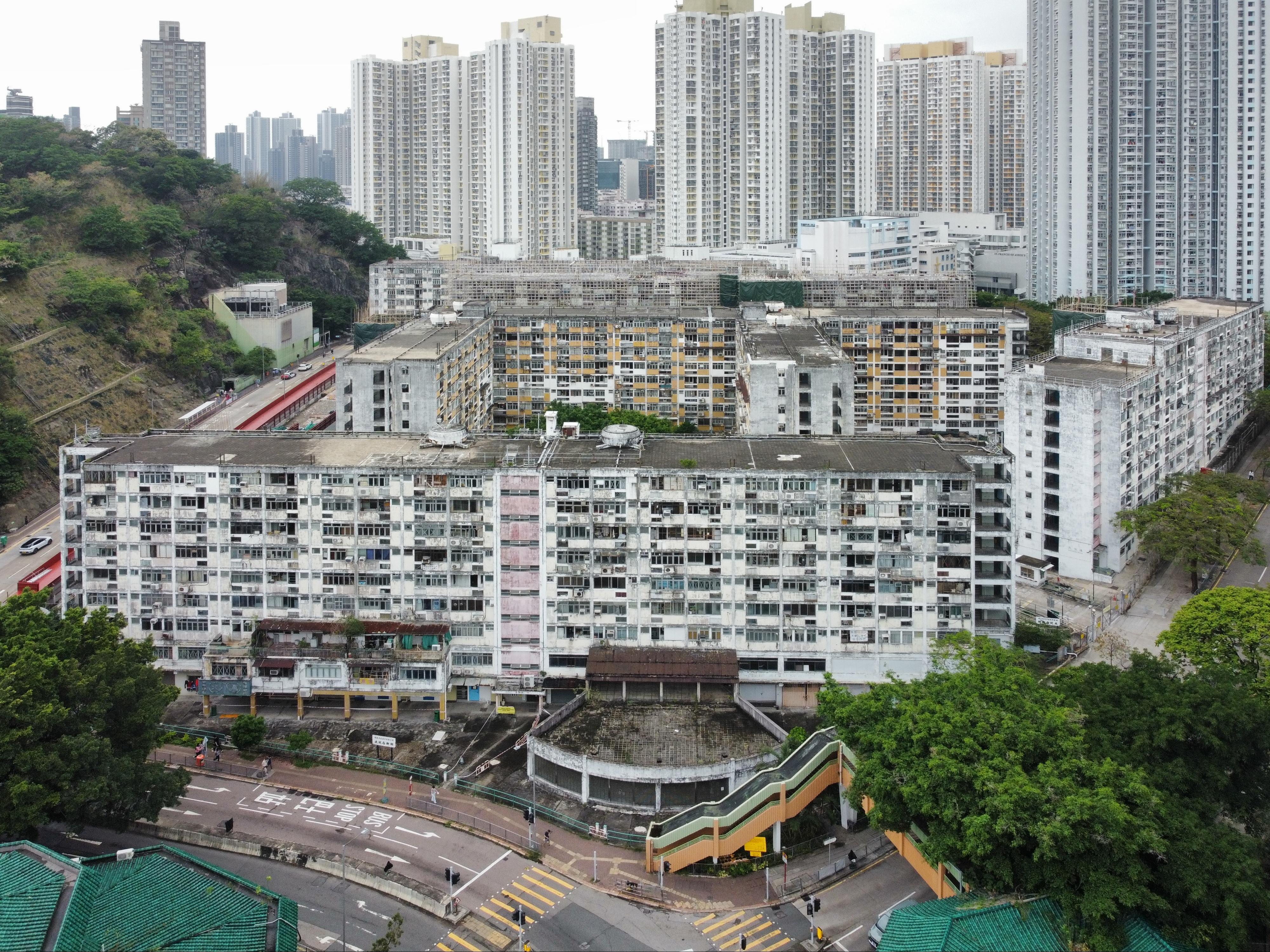
拆卸中，2025年5月

## 屋邨資料

### 現存樓宇
| 樓宇名稱（座別） | 門牌號碼     | 落成年份 | 層數 | 每層伙數                                                       | 每座單位總數（伙） | 提供升降機服務的廠商 | 期數 | 拆卸年份       |
| ---------------- | ------------ | -------- | ---- | -------------------------------------------------------------- | ------------------ | -------------------- | ---- | -------------- |
| 民興樓（A座）    | 大坑東道99號 | 1965年   | 9    | 36（2-8樓）                                                    | 252                | （不設升降機）       | 1    | 2025年（預計） |
| 民強樓（B座）    | 大坑西街9號  | 1965年   | 9    | 13（地下） 17（1樓） 19（2樓） 24（3樓） 26（4-7樓） 20（8樓） | 197                | （不設升降機）       | 1    | 2025年（預計） |
| 民順樓（C座）    | 大坑西街7號  | 1965年   | 8    | 18                                                             | 144                | （不設升降機）       | 2    | 2025年（預計） |
| 民利樓（D座）    | 大坑西街5號  | 1965年   | 8    | 32                                                             | 256                | （不設升降機）       | 2    | 2025年（預計） |
| 民康樓（E座）    | 大坑西街3號  | 1965年   | 8    | 15                                                             | 120                | （不設升降機）       | 2    | 2025年（預計） |
| 民樂樓（F座）    | 窩仔街2號    | 1965年   | 10   | 11（地下） 16（1-8樓）                                         | 139                | （不設升降機）       | 3    | 2025年         |
| 民安樓（G座）    | 大坑西街1號  | 1965年   | 9    | 28（地下） 37（1-8樓）                                         | 324                | （不設升降機）       | 3    | 2025年（預計） |
| 民泰樓（H座）    | 窩仔街4號    | 1981年   | 9    | 21（地下） 31（1-8樓）                                         | 269                | （不設升降機）       | 4    | 2025年（預計） |

## 特色
1998年前香港國際機場仍然位於九龍城區的啟德機場時，部份飛機航道會在大坑西邨上經過，造成噪音污染，不過亦為居民提供近距離觀看飛機升降及攝影的地方。

## 圖片集

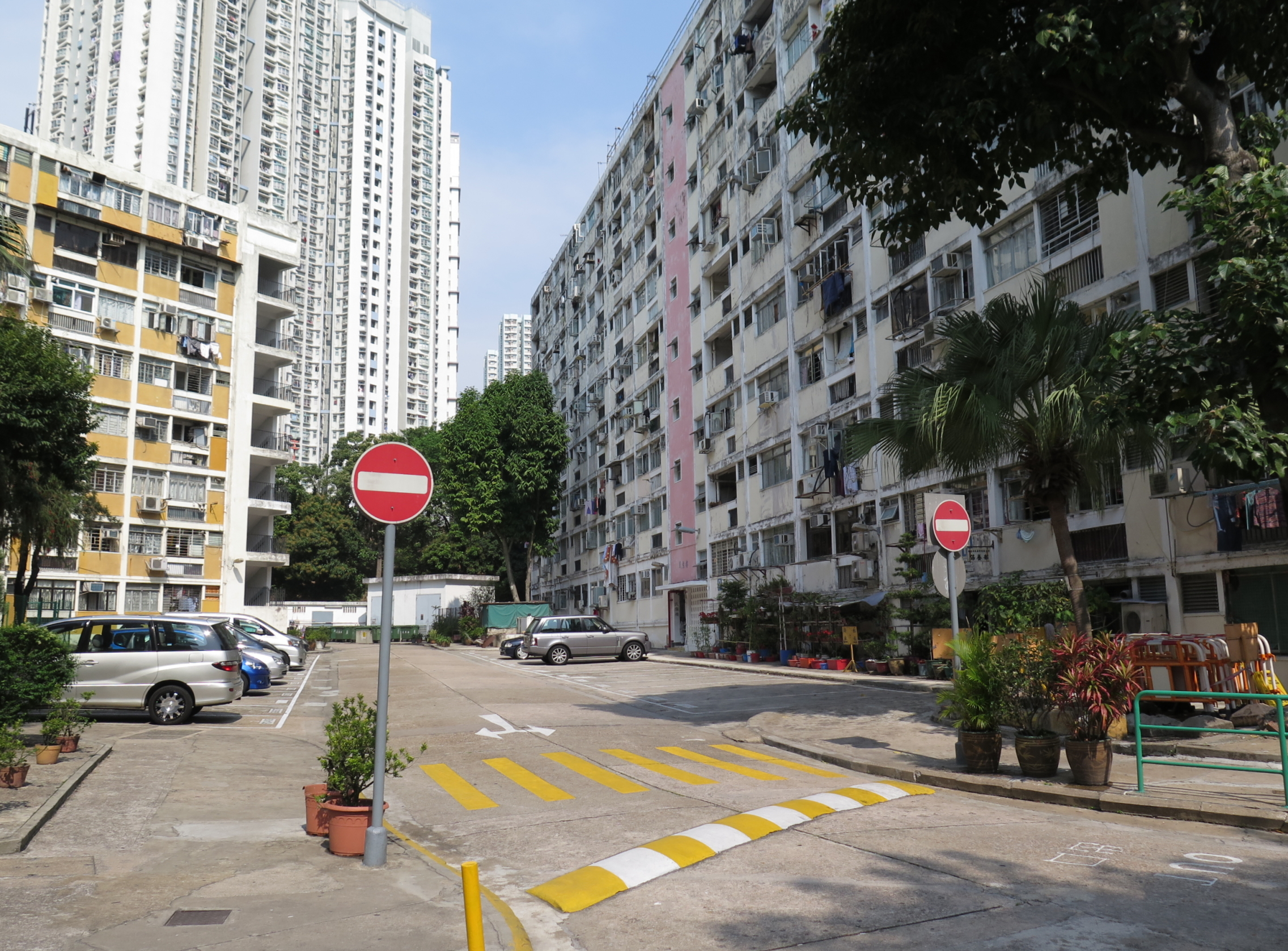
邨內的停車場
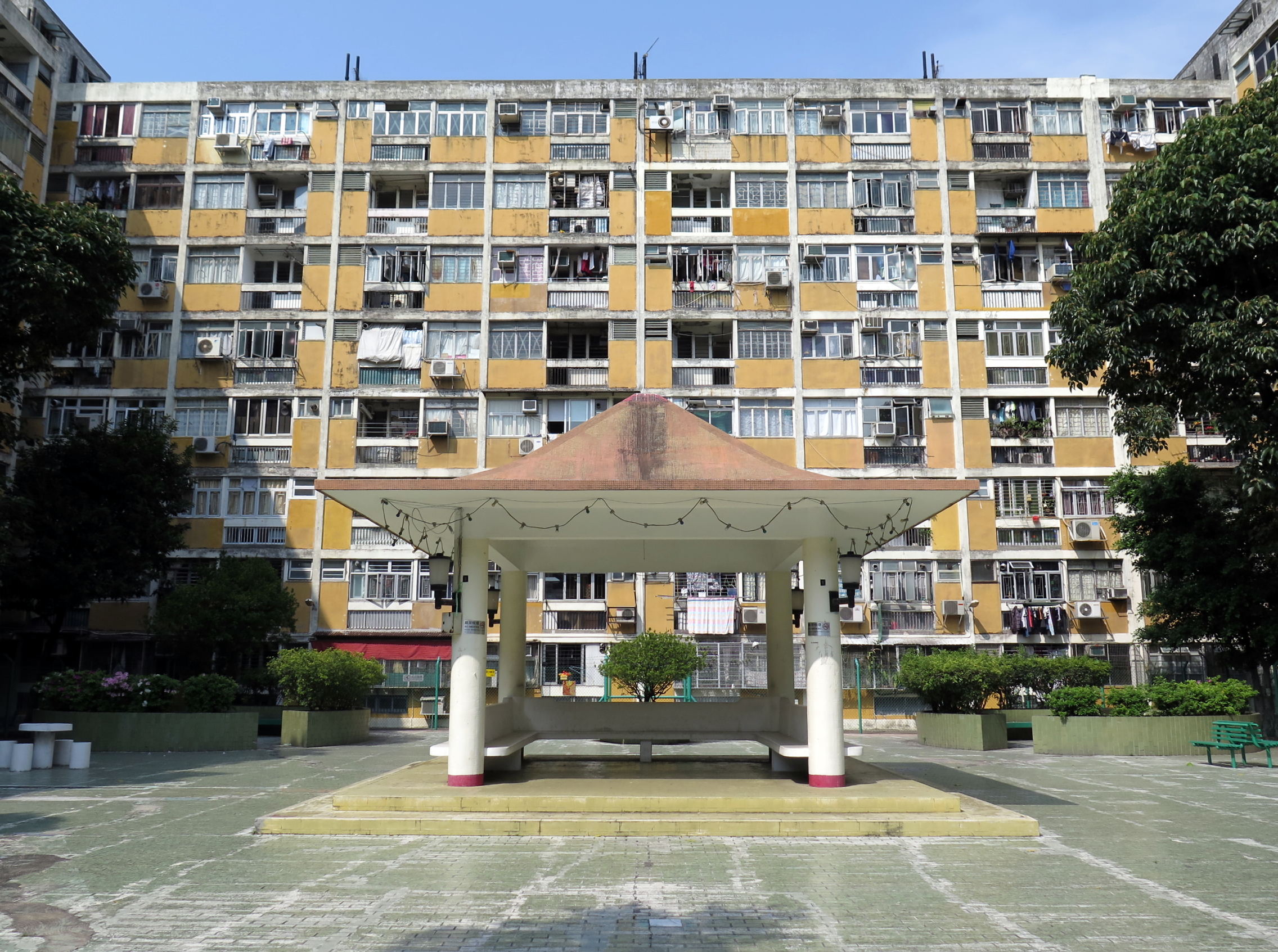
邨內的休憩空間以鐵絲網包圍
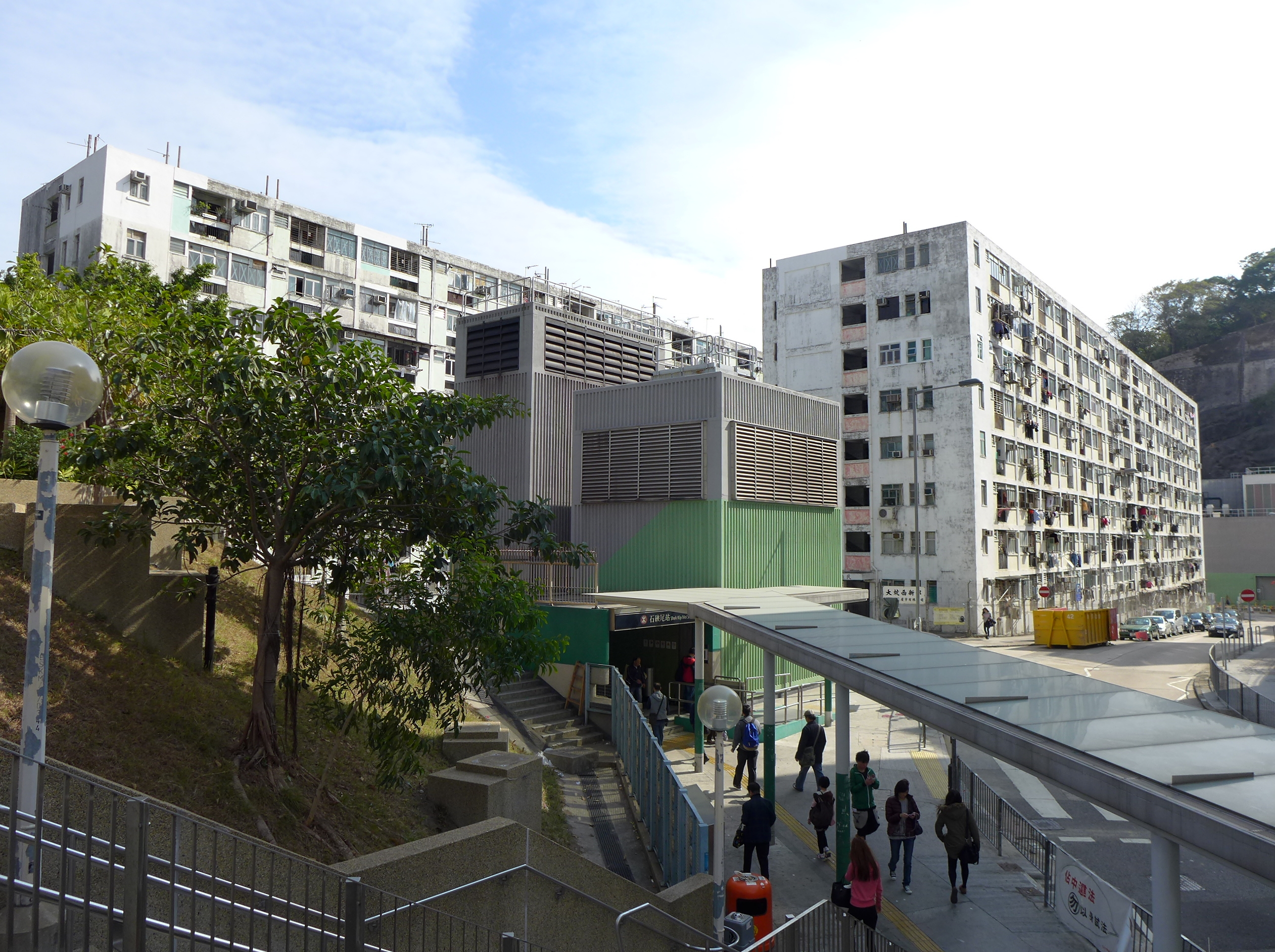
大坑西邨與石硤尾港鐵站出入口
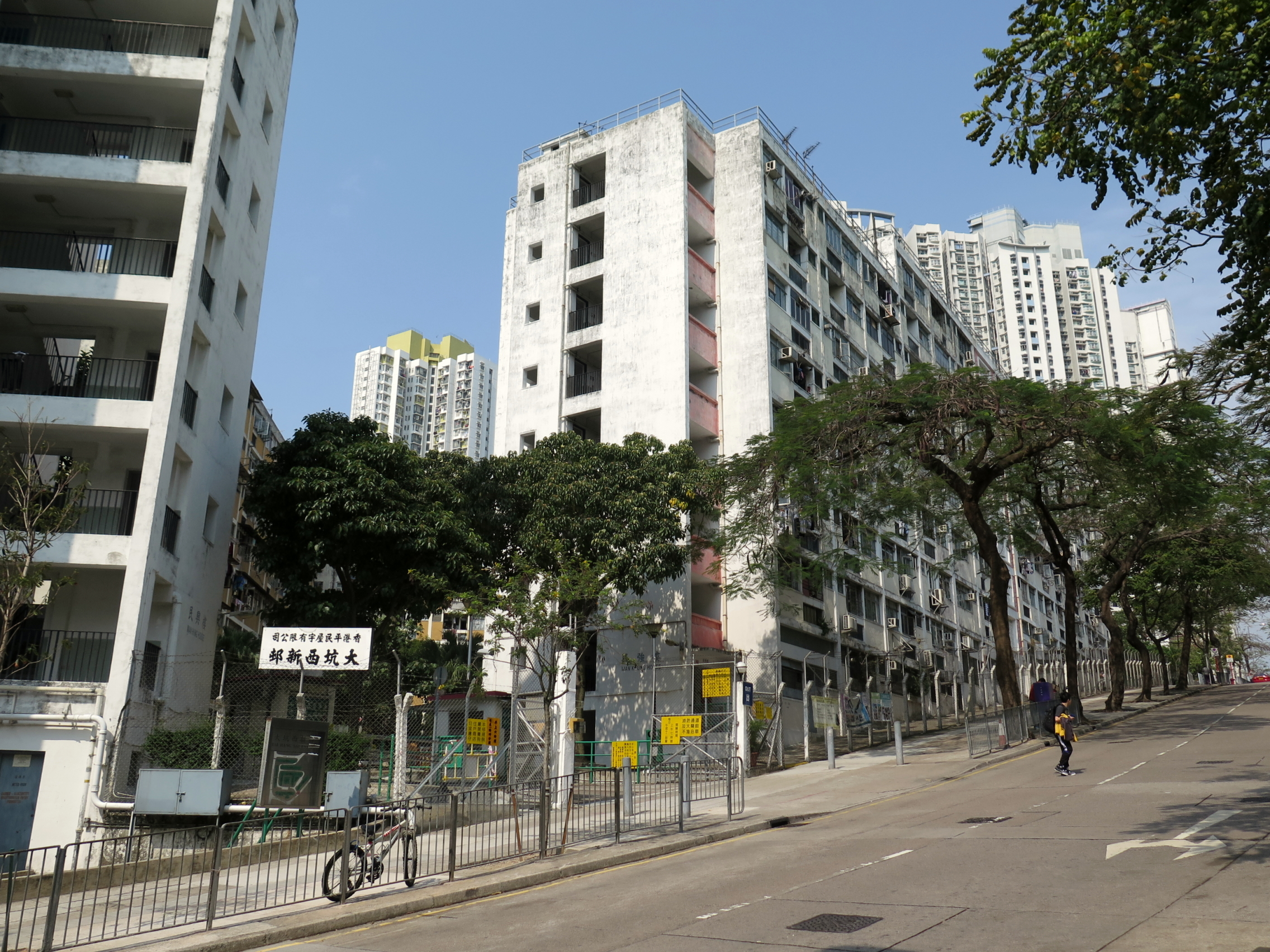
大坑西邨（2015年3月）
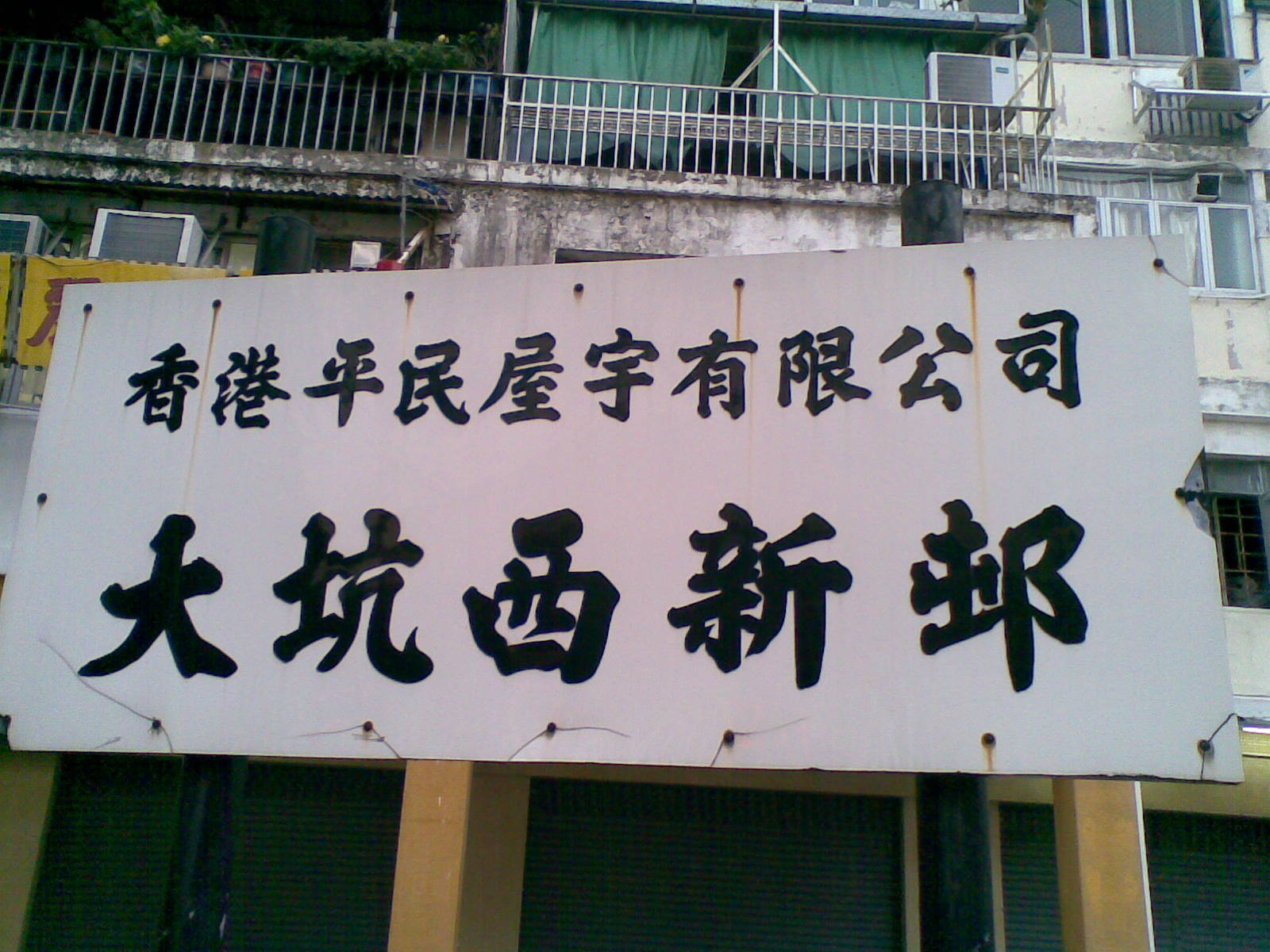
「大坑西新邨」的門牌
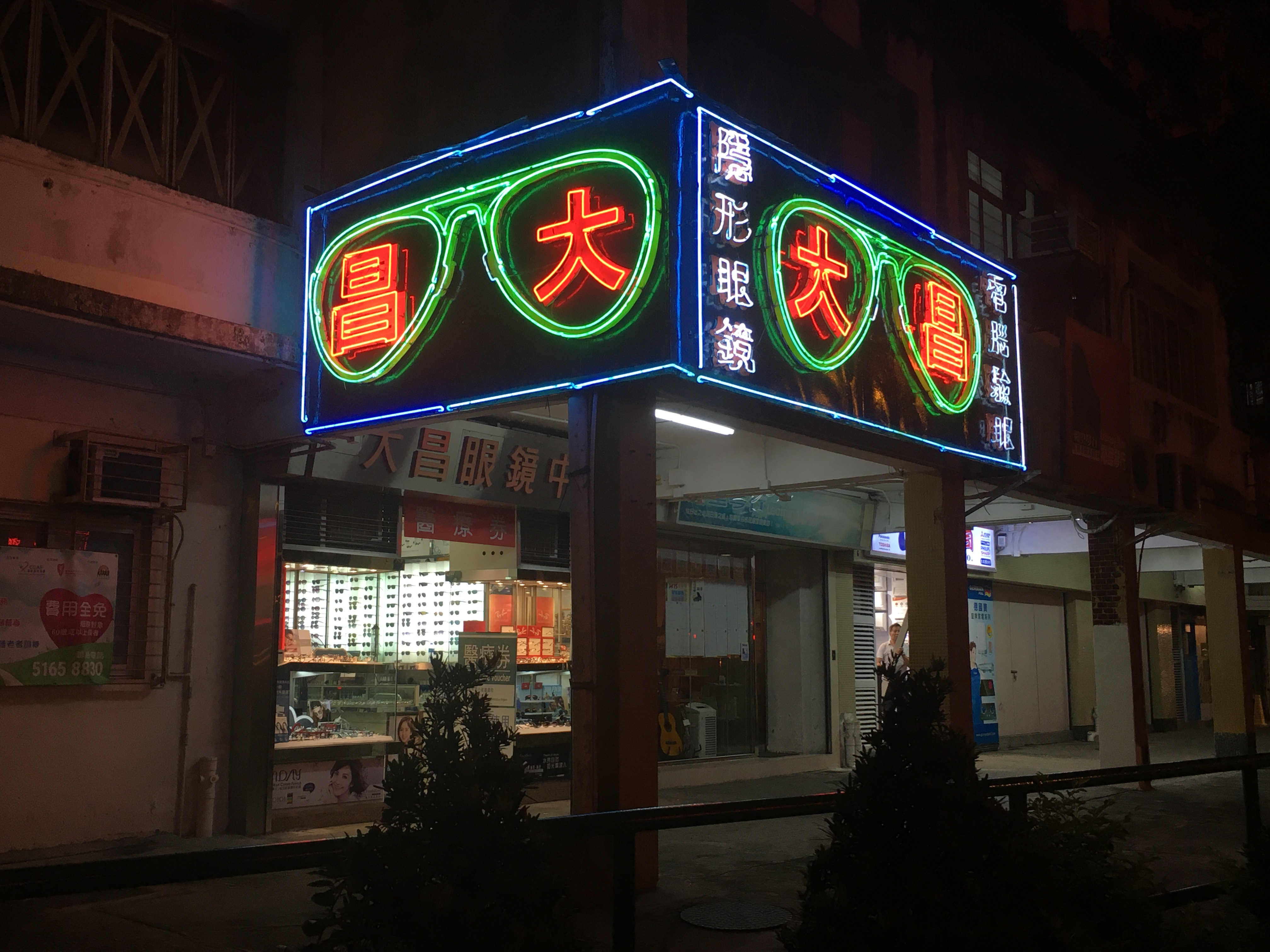
大昌眼鏡中心

## 著名前居民
- 楊思琦：香港藝人，前無綫電視女藝員，童年時居於大坑西邨[22]。

## 外部連結
22°19′56″N 114°10′10″E / 22.3323°N 114.1695°E